# Parts per billion
ppb, från amerikansk engelska parts per billion, "antal per miljard", står för en miljarddel. Det är ett mått på andel eller koncentration.
ppb är en dimensionslös storhet, som utöver att beskrivas som en miljarddel även kan sägas representera talet 10-9.
Uttryckt i procent är 1 ppb = 0,000 000 1 % det vill säga 10–7 %.
Svenska och internationella standarder avråder från måttet. Istället bör andelen anges i andelar av standardiserade mått. Exempelvis kan en koncentration av 20 ppb av ett ämne i en vätska uttryckas som "20 nanoliter ämne per liter vätska".

## Relaterade begrepp
- Procent (%)
- Procentenhet
- Promille (‰)
- Promilleenhet
- Parts per million (ppm) – miljondel
- Parts per trillion (ppt) – biljondel
- Parts per quadrillion (ppq) – biljarddel